# غرفة مع منظر (فلم)
غرفة مع منظر (A Room with a View) فيلم دراما بريطاني إنتاج عام 1958، من إخراج جيمس أيفوري، مقتبس من رواية تحمل نفس العنوان للكاتب إي. إم. فورستر,الفيلم من بطولة هيلينا بونهام كارتر وماغي سميث وجودي دينش ودنهولم إليوت ودانيال دي لويس, ترشح الفيلم لجائزة الأوسكار لأفضل ممثلة مساعدة لهيلينا بونهام كارتر وجائزة الأوسكار لأفضل ممثل مساعد لدنهولم إليوت، ولكن خسرهما.

## القصة
تبدأ أحداث الفيلم بقصة شابة بريطانية من الطبقة الأرستقراطية تدعى لوسي هانيتشيرش تصل إلى مدينة فلورنسا الإيطالية لقضاء إجازة. وتكون برفقتها وصيفتها وهي أيضاً عمتها المتقدمة بها السن شارلوت بارتلي. وتبدأ الأحداث بضيق وتبرم الصبية من أن الغرفتين اللتين خصصتا لهما في فندق بيرتوليني الصغير لا تطلان على نهر آرنو حسب اتفاق الحجز المسبق وإنما تطلان على ساحة لا حياة فيها.
هنا يتدخل نزيل بريطاني يدعى إيمرسون لحل الإشكال ووقف المشاحنات مع مسؤول الاستقبال في الفندق فيقترح عليهما مبادلة غرفتين ينزل فيهما مع ابنه جورج بغرفتيهما. وهاتان الغرفتان تطلان على النهر كما تريدان.
تسارع العمة لرفض الاقتراح من دون معرفة رأي الصبية. ليس هذا فقط بل ان العمة اعتبرت تصرف الرجل غير مقبول بالمرة لأنه يفرض على ابنة أخيها وعليها أيضاً التزامات مرفوضة، تتصور أن الرجل لم يقترح مبادلة الغرف من دون ثمن يريد الحصول عليه. لكن نزيلاً آخر في الفندق وهو رجل دين يدعى السيد بيب يبدو من شكله أنه محترم يتدخل في الأمر مؤكداً أن إيمرسون لا يريد سوى راحة الصبية وعمتها، ولا يبغي من وراء اقتراحه أي شيء مما تتصوره العمة.
أخيراً وافقت العمة على الاقتراح وجرى تبادل الغرف.. وفي اليوم التالي غادرت الصبية إلى المدينة لمشاهدتها ورافقتها في هذه الجولة نزيلة أخرى في الفندق هي الكاتبة والروائية إليانور لافيش التي يبدو أنه سبق لها أن زارت المدينة وتعرف أرجاءها وكل شوارعها الخلفية أيضاً.
لسبب غير معروف افترقت الاثنتان أثناء الجولة وأضاعت كل منهما الأخرى ولم تعد أي منهما تعرف كيفية الوصول إليها. وبالصدفة أيضاً تلتقي الصبية الرجل الذي تبادلت معه الغرف وكان ابنه معه.. تكتشف أن تصرفاتهما غريبة بعض الشيء.. وآراءهما السياسية والاجتماعية أكثر غرابة وتتناقض تماماً مع المفاهيم السائدة.. ومع ذلك تشعر بأنهما لطيفان ومهذبان فتكثر من الالتقاء بهما في الفندق وخارجه.
وفي إحدى جولاتها في المدينة، تشاهد لوسي أحداث جريمة قتل فتقع على الأرض مغشياً عليها من شدة الخوف لكن الصدفة أوجدت جورج في المنطقة ذاتها فهرع للاهتمام به، فتطلب منه تظهير بعض الصور التي التقطت لها أثناء جولتها في تلك الأمسية في مسرح الجريمة، وحين يفعل، يكتشف أن الصور تظهر وجود بعض بقع الدم على الصبية، يرتبك وكأنه يريد إخفاء تورطها في التحقيق وربما السجن فيلقي الصور في النهر.
توقف الاثنان أمام النهر لمشاهدة بقايا الصور العائمة على سطحه فراح جورج يتحدث عن شعوره حين شاهد بقع الدم في صورة الصبية التي اكتشفت مرة أخرى أن الشاب كان يتحدث ويفكر بصورة طفولية فيها الكثير من البراءة والسذاجة، لكن ذلك لم يمنعها من تبادل حديث رومانسي معه.
بعد عودتهما إلى الفندق في تلك الأمسية قررت لوسي تجنب جورج لسببين.. الأول وهو الأهم، لأن الارتباك والحيرة يسيطران على مشاعرها تجاهه.. والثاني لأنها لا تريد إغضاب عمتها.
في تلك الأثناء كان نفور العمة من الرجل وابنه غريبي الأطوار قد ازداد خاصة بعد أن سمعت من راهب آخر ينزل في الفندق ذاته يدعى السيد إيغر أن الأب قتل زوجته و«الله شاهد على الجريمة».
في نهاية الأسبوع انطلق نزلاء الفندق إلى قرية مجاورة لحضور حفل يقام هناك، وفي الحافلة التي أقلتهم طلب السائق منهم السماح له باصطحاب سيدة قال إنها شقيقته فوافق الجميع لكنهم شاهدوه بعد ذلك وهو يقبل تلك السيدة التي تبين أنها ليست شقيقته، هنا أصر الراهب على إيقاف الحافلة وأجبر المرأة على مغادرتها فوراً.
بعد تلك الحادثة حصل نقاش حاد بين الراهب وإيمرسون الأب الذي أصر على القول ان اجبار المرأة على مغادرة الحافلة لا يمكن اعتباره انتصاراً لموقف الراهب بل هزيمة كبيرة لأنه بذلك فَرّق بين حبيبين.
وفي القرية تطلب لوسي من السائق بلغة إيطالية مكسرة أن يدلها على مكان وجود الراهب.. لكن الرجل لم يفهم مقصدها فأخذها إلى حقل حيث وجدت جورج الذي أسره جمالها الأخاذ وهي تتهادى بين بحر من الزهور، لم يتمالك نفسه فراح يقبلها لكن العمة ظهرت فجأة فاستشاطت غضباً لما شاهدته.
وعدت لوسي المنتشية عمتها الغاضبة بعدم تكرار فعلتها مع وعد آخر بأنها لن تقول لأمها عن «الغلطة» التي ارتكبها جورج بتقبيلها لأن الأم إذا عرفت ستلقي باللوم على العمة المكلفة برعاية الصبية أثناء تلك الرحلة وتتهمها بالإهمال.
في اليوم التالي غادرت لوسي وعمتها إلى روما حتى من دون كلمة وداع للشاب الذي أغضب العمة بتلك الغلطة الشنيعة وسط حقل الزهور.
في روما التقت الصبية الشاب الثري سيسيل فايس الذي تعرفه منذ سنوات، سبق له أن عرض عليها الزواج مرتين أثناء إجازاتهما المتكررة في إيطاليا ورفضته في المرتين، لكنه تقدم بعرضه للمرة الثالثة بعد عودتهما إلى بريطانيا، قبلت هذه المرة على الرغم من أنها تعتقد أنه متكبر ومتغطرس ويزدري المجتمع البريطاني ولا يكف عن توجيه انتقادات لاذعة للمفاهيم السائدة. لكن الفيلم يظهره كشخصية فكاهية بسبب مظهره المتأنق دائماً وكبريائه المصطنعة.
أمضى الاثنان عدة أيام في العاصمة الإيطالية وما لبثت لوسي أن عادت إلى منزل العائلة في مقاطعة «سوراي» البريطانية.
بعد فترة قصيرة يعلن السيد بيب وهو راهب البلدة عن وصول ضيوف جدد إلى البلدة ويتبين أن الضيوف المعنيين هما إيمرسون وابنه جورج اللذان استأجراً منزلاً على أمل إنجاز بعض الأعمال مع سيسيل الذي استضافهما وكان على خلاف شديد مع صاحب المنزل ويتهمه دائماً بأنه متخلف ومتعجرف.
وتشاء الصدف أيضاً أن تتوطد العلاقة بين القادمين الجديدين وفريدي شقيق لوسي فيدعوهما إلى ممارسة لعبة التنس معه في ملعب الأسرة في عطلة نهاية الأسبوع. وتبين أن سيسيل أيضاً سوف يلبي دعوة الشقيق للمشاركة في اللعب مع الضيفين.
في البداية أصيبت لوسي بالرعب لمجرد التفكير بأنها ستجد نفسها وجهاً لوجه مع الحبيب والخطيب في مكان واحد، لكنها قررت مواجهة الموقف بكل شجاعة وهدوء والتصرف بأدب وذوق مع الجميع.
قبل اللعب تجمع أفراد الأسرة وضيوفهم في الحديقة لتناول وجبة خفيفة، وأثناء تحضير الأكل التقى جورج ولوسي في إحدى الزوايا فراح يقبلها قبل أن يفترقا مجدداً.
بعد الانتهاء قال سيسيل إنه تلقى نسخة من رواية غرامية صدرت حديثاً ويريد أن يلقي على أسماعهم فقرات أعجبته من تلك الرواية. وما أن بدأ حتى اكتشفت لوسي وعمتها أن الفقرات تتحدث عن شاب يلتقي صبية ويقبلها وسط حقل من الزهور.
استشاطت لوسي غضباً خاصة بعد أن عرفت أن الرواية الجديدة من تأليف الآنسة إليانور لافيش وهي الروائية التي التقتها في فلورنسا وكانت الدليل أثناء جولتهما في الشوارع الخلفية للمدينة الإيطالية العائمة.
تصورت أن العمة شارلوت هي التي أفشت السر للكاتبة فغضبت منها أشد الغضب.. وحتى تعبر عن غضبها طلبت من عمتها أن تكون شاهدة على ما سوف تفعله فوراً.. فقد طردت جورج من منزل الأسرة بحضور العمة وطلبت منه ألا يعود إليه مهما حدث.
حاول مناقشتها وتهدئة ثورة غضبها فلم يفلح.. قال لها ان سيسيل لا يحبها ولن يتمكن من منحها الحب الحقيقي أو الحرية التي تبحث عنها.. وأن سيسيل يعتبرها نوعاً من الزينة على أحد رفوف منزله أو شركة من شركاته، أما هو فيحبها كما هي.
كلماته دغدغت عواطفها لكنها لم تتراجع عن موقفها وأصرت على طرده، وفي مساء اليوم ذاته اختلفت مع سيسيل حول أمر لا علاقة له بما حدث ففسخت الخطبة.
ولكي تهرب من الوضع الذي وجدت نفسها فيه قررت السفر إلى اليونان لقضاء إجازة مع صديقات تعرفت عليهن أثناء زيارتها السابقة إلى فلورنسا.
وقبيل ساعات من السفر التقت إيمرسون الأب الذي لم يكن قد عرف بأمر فسخ الخطبة فحكت له كل شيء لأنها تحترمه وتثق به.. وبعد حديث مطول يدفعها الرجل إلى كشف ما يكنه قلبها من مشاعر حقيقية فتعترف وبصوت عال بأنها تحب ابنه جورج منذ لقائهما الأول.
وبهذا القدر تنتهي الرواية التي كتبها ي.م فوستر عام 1908 وذلك بلم شمل الحبيبين في فلورنسا حيث عاشا في سعادة وهناء ولم تكن والدتها راضية عما حدث فهي كانت تفضل زواج ابنتها بالخطيب الثري.

## وصلات خارجية
- غرفة مع منظر على موقع IMDb (الإنجليزية)
- غرفة مع منظر على موقع ميتاكريتيك (الإنجليزية)
- غرفة مع منظر على موقع الموسوعة البريطانية (الإنجليزية)
- غرفة مع منظر على موقع روتن توميتوز (الإنجليزية)
- غرفة مع منظر على موقع نتفليكس (الإنجليزية)
- غرفة مع منظر على موقع قاعدة بيانات الأفلام العربية
- غرفة مع منظر على موقع ألو سيني (الفرنسية)
- غرفة مع منظر على موقع Turner Classic Movies (الإنجليزية)
- غرفة مع منظر على موقع أول موفي (الإنجليزية)
- غرفة مع منظر على موقع بوكس أوفيس موجو (الإنجليزية)

1. 1 2  "قاعدة بيانات الأفلام على الإنترنت" (بالإنجليزية). Retrieved 2022-12-17.
2. ↑  وصلة مرجع: http://www.zelluloid.de/filme/index.php3?id=674. الوصول: 7 أبريل 2018.
3. 1 2  "بوكس أوفيس موجو" (بالإنجليزية). Retrieved 2022-12-17.